# Sorges et Ligueux en Périgord
Sorges et Ligueux en Périgord is een gemeente in het Franse departement Dordogne (regio Nouvelle-Aquitaine). De plaats maakt deel uit van het arrondissement Périgueux. De gemeente is op 1 januari 2016 ontstaan door de fusie van de gemeenten Ligueux en Sorges. Sorges et Ligueux en Périgord telde op 1 januari 2022 1.639 inwoners.

## Geografie
De oppervlakte van Sorges et Ligueux en Périgord bedraagt 54,04 km², de bevolkingsdichtheid is 29 inwoners per km² (per 1 januari 2019).
De onderstaande kaart toont de ligging van Sorges et Ligueux en Périgord met de belangrijkste infrastructuur en aangrenzende gemeenten.

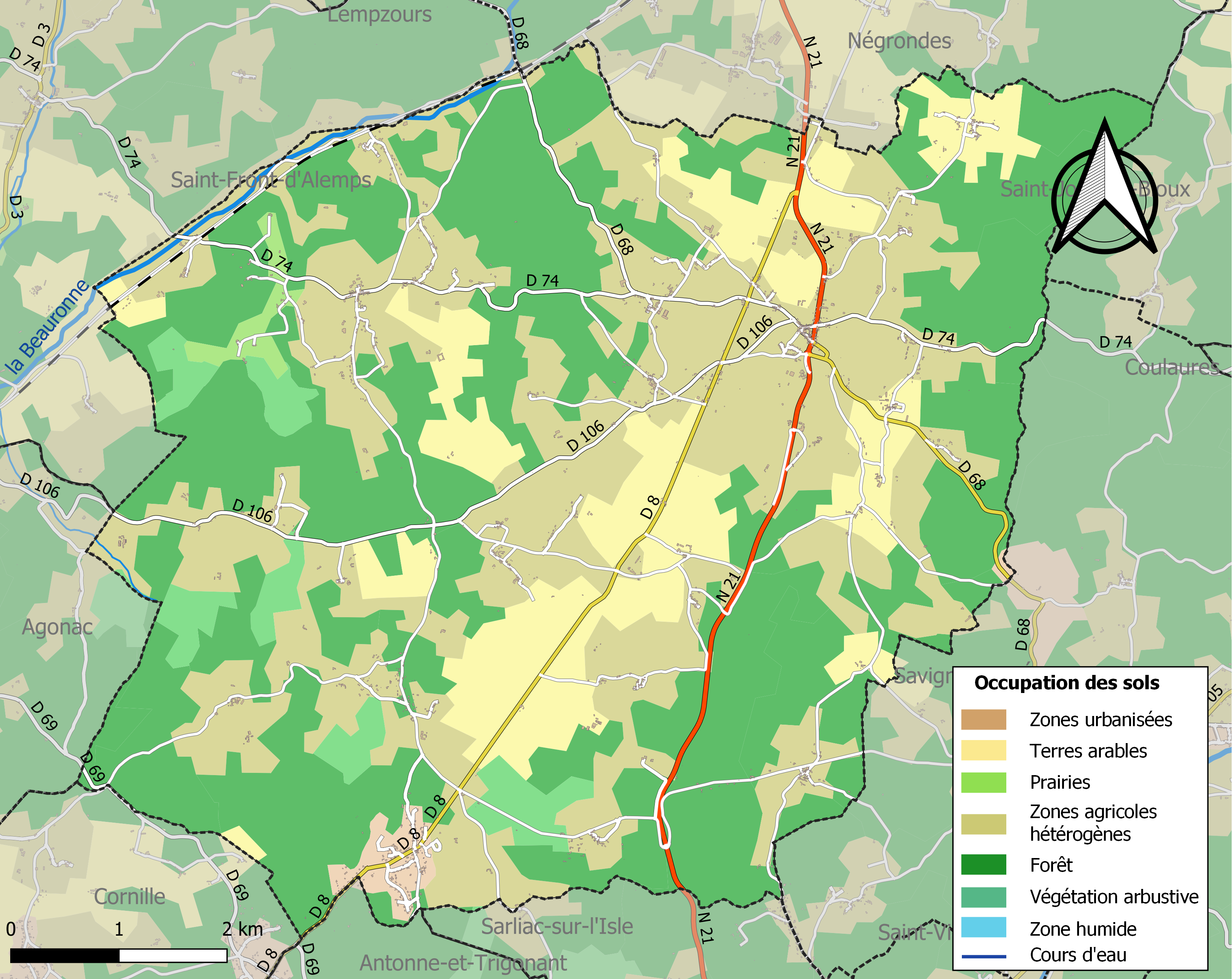